# Parallorhogas hasanicus
Parallorhogas hasanicus är en stekelart som först beskrevs av Sergey A. Belokobylskij 1985.  Parallorhogas hasanicus ingår i släktet Parallorhogas och familjen bracksteklar. Inga underarter finns listade i Catalogue of Life.